# Peter Charleton

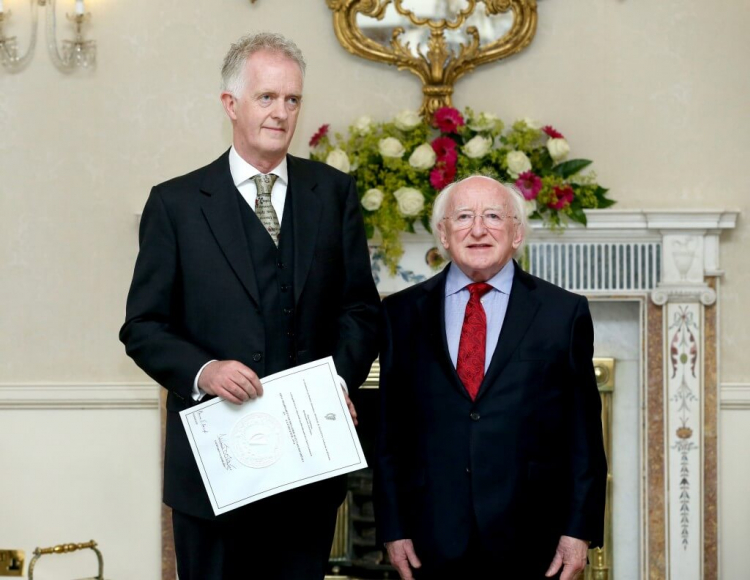
Peter Charleton (links) und Präsident Michael Higgins (2014)

Peter Charleton (* 30. Juni 1956 in Churchtown, Dublin) ist ein irischer Richter und vormaliger Rechtsanwalt, die seit Juli 2014 Richter am Supreme Court der Republik Irland ist. Zuvor war er von 2006 bis 2014 Richter am High Court.

## Leben
Peter Charleton studierte am Trinity College Dublin und nahm anschließend die Ausbildung am King’s Inns auf. 1979 wurde er zur Rechtsanwaltschaft (als Barrister) zugelassen. Seine Schwerpunkte liegen im Straf-, Wirtschafts- und Familienrecht. 1995 wurde er zum Senior Counsel ernannt.
zwischenzeitlich hielt er Vorlesungen am Trinity College, an der Fordham University, an der University of Washington. Er ist Lehrbeauftragter an der Universität Galway.

## Privates
Peter Charleton ist seit mit Fiona Daly verheiratet, mit der er drei Kinder hat. Er engagiert sich in der Chor- und der Barockmusik.